# Jejem
Jejem is een bestuurslaag in het regentschap Aceh Tengah van de provincie Atjeh, Indonesië. Jejem telt 185 inwoners (volkstelling 2010).